# Music Inspired by Illumination & Dr. Seuss’ The Grinch
| Оценки критиков | Оценки критиков |
| Источник        | Оценка          |
| --------------- | --------------- |
| Pitchfork       | 7.2/10          |

«Музыка, вдохновленная Illumination и Гринчем Доктора Сьюза» (англ. Music Inspired by Illumination & Dr. Seuss' The Grinch) — мини-альбом американского рэпера Tyler, the Creator. Он был выпущен Columbia Records 16 ноября 2018 года.

## История
24 октября 2018 года было объявлено, что Тайлер, примет участие в создании саундтрека «Гринча», создав новую песню «I Am the Grinch», а также создав хип-хоп-кавер-версию песни «You’re a Mean One, Mr. Grinch».
15 ноября 2018 года Тайлер объявил в Твиттере, что он выпустит рождественские песни на тему «Гринч» , а 16 ноября 2018 года, выпустил мини-альбом из шести песен. Тайлер прокомментировал, что «целью было создание рождественской музыки, но не слишком рождественской, [и] также держа в уме 7-летних детей, но с желанием, чтобы и их родители тоже слушали».

## Трек-лист
Треки адаптированы из Tidal.
Все треки были спродюсированы и написаны Tyler, the Creator.
| №                   | Название                                          | Автор(ы)                         | Длительность |
| ------------------- | ------------------------------------------------- | -------------------------------- | ------------ |
| 1.                  | «Whoville»                                        | Tyler Okonma                     | 1:13         |
| 2.                  | «Lights On» (при участии Райан Битти и Сантиголд) | Okonma Santi White Ryan Beatty   | 2:29         |
| 3.                  | «Hot Chocolate» (при участии Джерри Пейпер)       | Okonma Lucas Nathan Larry Mizell | 2:11         |
| 4.                  | «Big Bag»                                         | Okonma                           | 1:25         |
| 5.                  | «When Gloves Come Off» (при участии Райан Битти)  | Okonma Beatty                    | 1:53         |
| 6.                  | «Cindy Lou's Wish»                                | Okonma                           | 1:06         |
| Общая длительность: | Общая длительность:                               | Общая длительность:              | 10:22        |